# エレベスト+刑事
『エレベスト+刑事』（エレベスト・プラス・デカ）は、2003年から2005年までテレビ新潟 (TeNY) で毎週土曜日深夜に放送されていた情報バラエティ番組である。1999年にスタートした『エレベスト』の後番組。

## 概要
ニャンさん、チノパン、アッコの3人が、新潟県を中心に日本各地でロケを行いながら様々な情報を紹介していた深夜番組。ロケコーナーのほかに、新潟県内の音楽ランキングの紹介コーナーやミュージシャンたちを招いてのトークコーナーもあった。
番組の終了後、2006年4月から同じ時間帯で『旬刊!テレビマガジン』が放送された。

## 登場人物
猫田弾吉
イマイタマゴローが演ずるベテラン刑事で、ハンチング帽にトレンチコートといういでたち。愛称はニャンさん。鼻の下にはちょび髭があり、両頬には猫のような髭が3本ずつある。番組の終了後、2008年夏頃から『夕方ワイド新潟一番』火曜日のコーナー「ニイガタオウエンタイ ウォーキンウォーキン」にディレクター兼リポーターとして出演していた。
風祭仁
当時テレビ新潟アナウンサーの鈴木英門が扮していた刑事。愛称はチノパンで、その名の通りいつもチノパンを着用。
棚勝亜紀
田中千晶が扮していた女性警察官。愛称はアッコ。